# Dumalag
Dumalag est une municipalité de la province de Cápiz, aux Philippines. En 2015, la localité compte 29 466 habitants.

## Personnalités
- Mgr Jose Advincula, archevêque de Manille, cardinal